# Epalpus lativittus
Epalpus lativittus är en tvåvingeart som först beskrevs av Walker 1853.  Epalpus lativittus ingår i släktet Epalpus och familjen parasitflugor.
Artens utbredningsområde är Colombia. Inga underarter finns listade i Catalogue of Life.